# Amata reducta
Amata reducta är en fjärilsart som beskrevs av Adalbert Seitz. Amata reducta ingår i släktet Amata och familjen björnspinnare. Inga underarter finns listade i Catalogue of Life.